# Октябрське (Сахалінська область)
Октябрське (рос. Октябрьское) — село у Долинському міському окрузі Сахалінської області Російської Федерації.
Населення становить 121 особа (2013).

## Історія
З 1905 по 3 вересня 1945 року у складі губернаторства Карафуто Японії, відтак у складі Долинського міського округу Сахалінської області.

## Населення
| 1925 | 1935 | 1959  | 2002 | 2010 | 2013 |
| ---- | ---- | ----- | ---- | ---- | ---- |
| 112  | ↗168 | ↗2744 | ↘258 | ↘121 | →121 |